# 赵国有

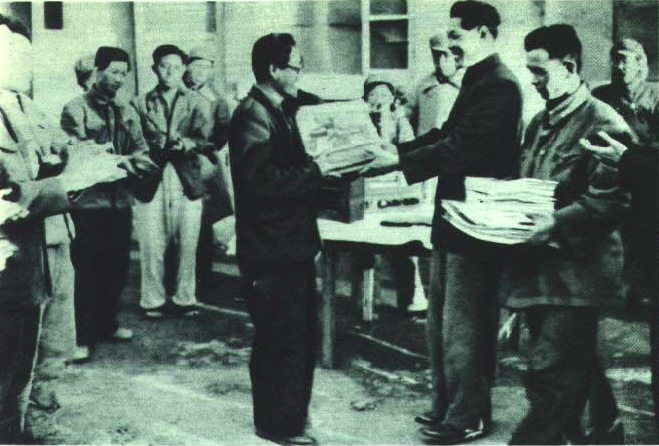
1951年朝鲜战争中李郆薄和赵国有代表中国工人向朝鲜送礼

赵国有（1924年—），辽宁辽阳人，中华人民共和国政治人物。
担任劳模。沈阳机器三厂工。1954年，当选第一届全国人民代表大会代表。